# Ritratto di Costanza Rangoni, contessa Gozzadini

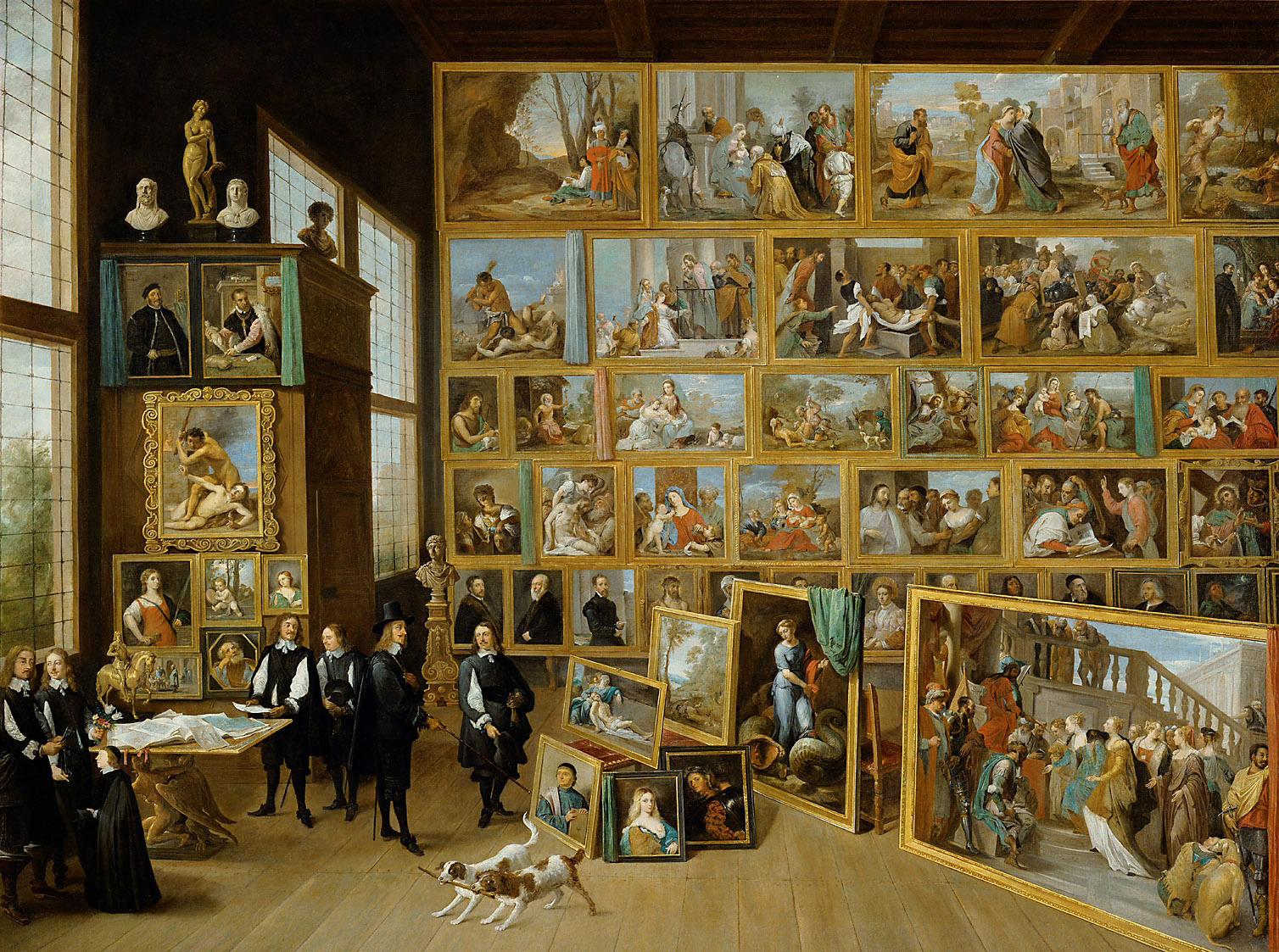
Teniers il Giovane, la Galleria dell'arciduca Leopoldo Guglielmo a Bruxelles (1659); il ritratto di Costanza Rangoni, prima dei tagli, si trova nella fila più bassa della parete, al centro

Il Ritratto di Costanza Rangoni, contessa Gozzadini, è un dipinto a olio su tavola (50x46,4 cm) del Parmigianino, databile al 1530 circa e conservato nel Kunsthistorisches Museum di Vienna.

## Storia
Come ricorda il Litta, la contessa Gozzadini, nata Costanza di Battista Rangoni, era modenese e morì nel 1586.
Venne ritratta, stando alla notizia del Vasari, assieme al marito Bonifacio, ma il ritratto di quest'ultimo rimase incompiuto probabilmente per la partenza del pittore dalla città. In realtà non vi sono conferme negli inventari antichi che suffraghino tale identificazione, ma essa è in genere accettata dalla critica.
L'opera anticamente mostrava la figura a mezzo busto, con le braccia, le mani e una porzione maggiore di tenda sullo sfondo, con un taglio analogo alla Schiava turca. Venne decurtata in epoca imprecisata, verosimilmente tra il 1659 e XVIII secolo, per trovare spazio in una cornice oppure per fare da pendant a un'altra opera di tali dimensioni, secondo il gusto decorativo dell'epoca; non è escluso che la parte tagliata fosse non completamente finita, e quindi "difettosa". Nel 1659 il ritratto è visibile, ancora nelle sue dimensioni integrali, nel dipinto della Galleria dell'arciduca Leopoldo Guglielmo a Bruxelles, di David Teniers il Giovane.
Lo stile è vicino a quello della Madonna di San Zaccaria e la fisionomia della donna è affine a quella della Vergine nella Madonna della Rosa, suggerendo una datazione alla fine del periodo bolognese, verso il 1530.

## Descrizione e stile
La donna ha indosso un sontuoso vestito rosato, con le maniche a sbuffo decorate da tagli alla francese, secondo la moda dell'epoca. È aperto sul petto e mostra la sottostante camicia bianca, fermata al collo da una fascia dello stesso colore dell'abito. In testa indossa una cuffia a ciambella con ricami d'oro, secondo una moda lanciata a suo tempo da Isabella d'Este e popolare nei primi decenni del Cinquecento in tutta l'area lombarda e padana. Il volto è di tre quarti e mostra una notevole finitezza, rispetto all'abito tratteggiato in maniera più svelta, con rapide pennellate non completamente fuse. Essa guarda lo spettatore intensamente, instaurando un muto dialogo da cui traspare la sua psicologia, di donna nobile, intelligente e carismatica.